# Liste der Auslandsreisen von Bundespräsident Richard von Weizsäcker
Der deutsche Bundespräsident Richard von Weizsäcker hat während seiner Amtszeit vom 1. Juli 1984 bis zum 30. Juni 1994 folgende offizielle Auslandsreisen durchgeführt.

## 1984
| Monat    | Staaten                  |
| -------- | ------------------------ |
| November | Frankreich               |
| Dezember | Österreich, Vatikanstadt |

## 1985

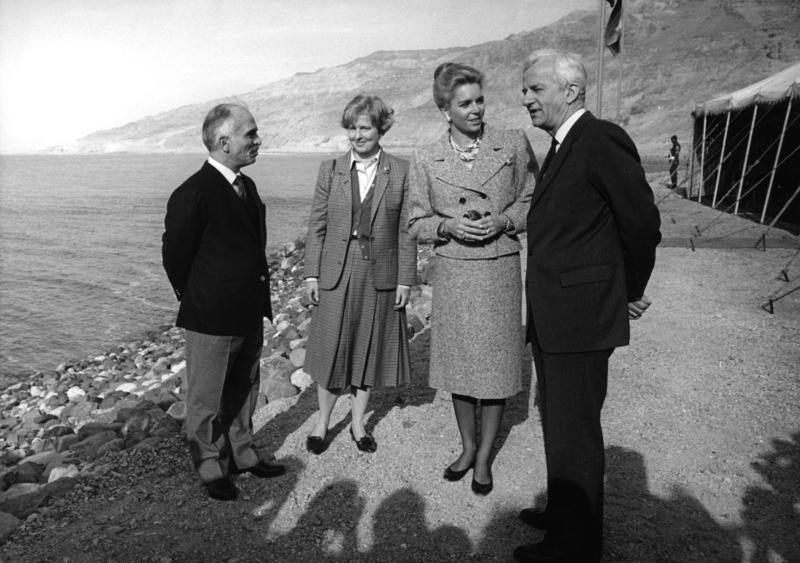
Staatsbesuch in Jordanien 1985: König Hussein bin Talal, Marianne von Weizsäcker, Königin Nūr, Bundespräsident Richard von Weizsäcker

| Februar  | Jordanien, Ägypten                          |
| März     | Finnland                                    |
| Mai/Juni | Niederlande                                 |
| Oktober  | Israel, Frankreich (Europäisches Parlament) |
| November | Dänemark                                    |

## 1986
| Februar   | Belgien, Vereinigte Arabische Emirate, Birma, Bangladesch, Malaysia |
| März      | Österreich                                                          |
| Mai       | Türkei                                                              |
| Juni      | Schweiz (ILO)                                                       |
| Juli      | Türkei, Vereinigtes Königreich                                      |
| September | Norwegen                                                            |
| Oktober   | Niederlande, Ungarn                                                 |

## 1987

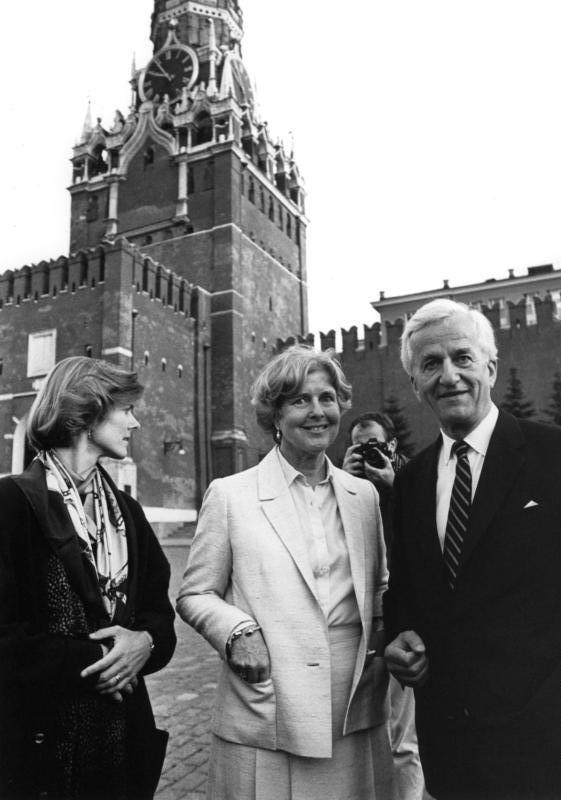
1987: Besuch von Bundespräsident von Weizsäcker in der Sowjetunion

| März      | Brasilien, Argentinien, Bolivien, Guatemala |
| Mai       | Schweiz                                     |
| Juni      | Vereinigte Staaten, Griechenland            |
| Juli      | Sowjetunion                                 |
| September | Niederlande                                 |
| Oktober   | Türkei                                      |

## 1988
| März      | Mali, Nigeria, Simbabwe, Somalia |
| Mai       | Italien                          |
| Juni      | Schweden, Vereinigtes Königreich |
| September | Luxemburg                        |
| November  | Frankreich, Bulgarien            |

## 1989
| Februar  | Japan              |
| April    | Spanien, Dänemark  |
| Mai/Juni | Vereinigte Staaten |
| Oktober  | Marokko            |

## 1990
| Januar    | Schweiz                                                |
| März      | Niederlande, Portugal, Tschechoslowakei                |
| Mai       | Polen, Frankreich                                      |
| Juli      | Italien (Finale der Fußball-WM)                        |
| September | Kanada, Belgien, Vereinigte Staaten (Weltkindergipfel) |
| Oktober   | Malta                                                  |
| November  | Japan, Vereinigtes Königreich                          |

## 1991
| Januar       | Norwegen                                   |
| Februar      | Südkorea                                   |
| Februar/März | Indien, Frankreich                         |
| Juni         | Schweiz, Italien, Vatikanstadt, Frankreich |
| Oktober      | Tschechoslowakei                           |
| November     | Niederlande, Frankreich                    |
| Dezember     | Israel                                     |

## 1992
| April/Mai | Vereinigte Staaten                                     |
| Juni      | Spanien (Weltausstellung)                              |
| Juni/Juli | Tansania, Jemen                                        |
| Juli      | Spanien (Olympische Sommerspiele 1992), Island, Irland |
| September | Frankreich                                             |
| Oktober   | Griechenland                                           |
| November  | Mexiko                                                 |

## 1993
| Februar          | Tschechien                             |
| April            | Türkei                                 |
| April/Mai        | Tunesien                               |
| Mai              | Vereinigte Staaten                     |
| Juni             | Ungarn                                 |
| Juli             | Finnland, Estland, Österreich          |
| August/September | Neuseeland, Australien, Thailand, Oman |
| Oktober          | Litauen, Lettland                      |
| Oktober/November | Chile, Ecuador                         |

## 1994
| März  | Vatikanstadt, Niederlande      |
| April | Tschechien                     |
| Mai   | Vereinigte Staaten, Frankreich |
| Juni  | Vereinigtes Königreich, Polen  |